# Великолепные Эмберсоны
«Великолепные Эмберсоны» (англ. The Magnificent Ambersons), также распространён перевод «Великолепие Амберсонов» — художественный фильм режиссёра Орсона Уэллса, снятый по одноимённому роману Бута Таркингтона в 1942 году. По настоянию руководителей студии фильм был частично перемонтирован Фредди Флеком и Робертом Уайзом. В 1991 году Библиотека Конгресса США сочла фильм достаточно значительным для включения его в Национальный реестр фильмов. В 2002 году был снят ремейк фильма, главные роли в котором сыграли Мэделин Стоу, Брюс Гринвуд, Джонатан Рис-Майерс, Гретхен Мол

## Сюжет
Действие фильма проходит в начале 1900-х годов на Среднем Западе США. Изабель Эмберсон, представительница одной из самых блистательных индианапольских фамилий, после двадцатилетней разлуки встречается со своим бывшим женихом Юджином Морганом. В своё время их брак не состоялся по нелепому стечению обстоятельств. После смерти мужа Изабел и Юджин намерены соединить свои судьбы, но против этого союза выступил её сын Джордж. Пользуясь безграничной любовью матери, он жертвует счастьем близкого человека, своей грядущей свадьбой с дочерью Юджина Люси и будущим благополучием семьи ради удовлетворения ложных амбиций.

## Судьба картины

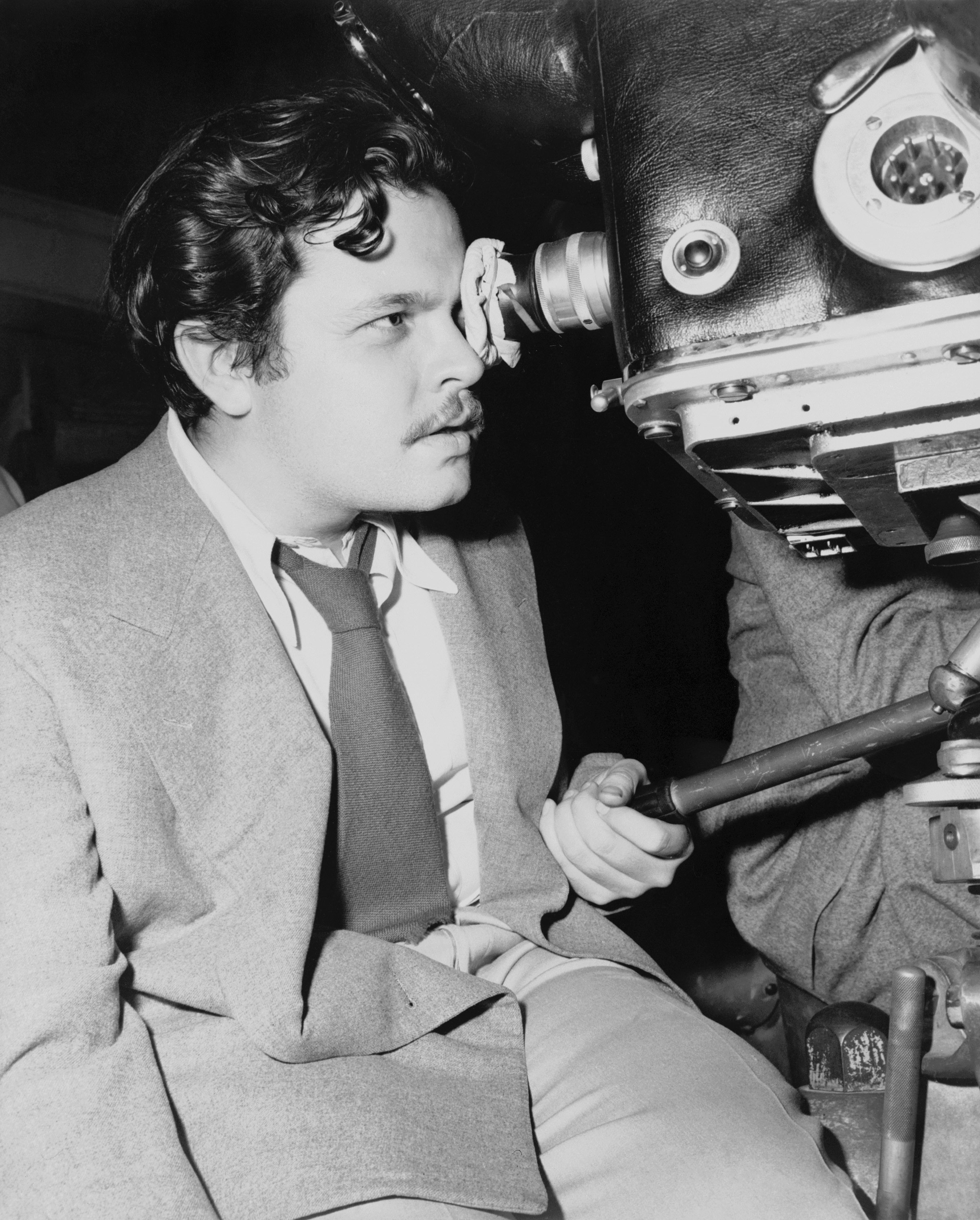
Орсон Уэллс за работой над «Великолепными Эмберсонами»

## В ролях
- Джозеф Коттен — Юджин Морган
- Долорес Костелло — Изабел Эмберсон Минафер
- Энн Бакстер — Люси Морган
- Тим Холт — Джордж Эмберсон Минафер
- Агнес Мурхед — тётя Фанни Минафер
- Рэй Коллинз — дядя Джек Эмберсон
- Эрскин Сэнфорд — Роджер Бронсон
- Дональд Диллауэй — Уилбер Минафер
- Ричард Беннетт — майор Эмберсон
- Орсон Уэллс — рассказчик
- Джон Эллиотт — гость (в титрах не указан)

## Награды и номинации
- 1942 — Премия Общества кинокритиков Нью-Йорка за лучшую женскую роль (Агнес Мурхед).
- 1942 — две премии Национального совета кинокритиков США за лучшую мужскую роль (Тим Холт) и за лучшую женскую роль (Агнес Мурхед).
- 1943 — 4 номинации на премию «Оскар»: лучший фильм, лучшая операторская работа в чёрно-белом фильме (Стенли Кортес), лучшая женская роль второго плана (Агнес Мурхед), лучшая работа художника-постановщика и декоратора в чёрно-белом фильме (Альберт д'Агостино, Роланд Филдс, Даррелл Сильвера).